# ناحیه فانی، شهرستان پولک، مینه سوتا
ناحیه فانی (به انگلیسی: Fanny Township) یک منطقهٔ مسکونی در ایالات متحده آمریکا است که در شهرستان پولک، مینه‌سوتا واقع شده‌است.
 ناحیه فانی ۹۲٫۶ کیلومتر مربع مساحت و ۱۰۵ نفر جمعیت دارد و ۲۶۹ متر بالاتر از سطح دریا واقع شده‌است.